# قلعه‌نو (داراب)
قلعه‌نو، روستایی در دهستان فورگ بخش فورگ شهرستان داراب در استان فارس ایران است.

## شغل مردم
بیشتر مردم این روستا به کار کشاورزی مشغول بودند. اما به علت خشکسالی چندین ساله به کارگری در شهرها مشغولند. کشاورزی این روستا شامل گندم، ذرت دانه‌ای پنبه و  جو  و صیفی جات می‌شود. 
همچنین قلعه نو دارای باغ مرکبات  و خرما می باشد. 

## جمعیت
بر پایه سرشماری عمومی نفوس و مسکن در سال ۱۳۹۵، جمعیت این روستا برابر با ۱٬۵۳۰ نفر (۴۷۴ خانوار) بوده است.